# Systropha maroccana
Systropha maroccana là một loài Hymenoptera trong họ Halictidae. Loài này được Warncke mô tả khoa học năm 1977.